# Тогызкудукский сельский округ
Тогызкуду́кский се́льский окру́г (каз. Тоғызқұдық ауылдық округі, ранее — Кузне́цкий сельсове́т) — административная единица в составе Бухар-Жырауского района Карагандинской области Казахстана. Административный центр — село Тогызкудук.

## Состав
| № | Населённый пункт | Тип населённого пункта | Код КАТО  | Географические координаты       | Население, чел. (2021 г.) |
| - | ---------------- | ---------------------- | --------- | ------------------------------- | ------------------------- |
| 1 | Тасшокы          | село                   | 354055300 | 49°57′14″ с. ш. 73°36′12″ в. д. | ↘270                      |
| 2 | Тогызкудук       | село                   | 354055100 | 49°52′45″ с. ш. 73°34′47″ в. д. | ↘1104                     |

## Население
| Численность населения | Численность населения | Численность населения | Численность населения |
| 1989                  | 1999                  | 2009                  | 2021                  |
| --------------------- | --------------------- | --------------------- | --------------------- |
| 1893                  | ↘1355                 | ↗1417                 | ↘1374                 |